# Lumacad
Lumacad es un barrio rural   del municipio filipino de cuarta categoría de Araceli perteneciente a la provincia  de Paragua en Mimaro,  Región IV-B.
En 2007 Lumacad contaba con 711 residentes.

## Geografía
El municipio insular de Araceli se encuentra situado en isla de Dumarán,  ocupando la parte nordeste de la isla, separado por el canal de Dumarán de la isla de  La Paragua, considerada continental.
Linda al norte con la bahía de Bentouán;  al sur y oeste con el municipio de Dumarán; y al este con Mar de Joló frente a las islas de Dalanganem.
Este barrio  se sitúa en el interior de la isla, en el extremo oriental del municipio, a poniente de la Población.
Su término linda al norte con el barrio de Dalayauán (Dalayawon) situado en la costa norte;
al sur con el barrio de  Capanglán (Osmeña) ; 
al  este con los barrios de  Tinintinán   en el extremo oriental de la isla y de Dagman;
y al oeste con el barrio del Santo Niño.

### Demografía
El barrio  de Lumacad contababa  en mayo de 2010 con una población de 619 habitantes.

## Historia
La misión de Dumarán formaba parte de la provincia española de  Calamianes, una de las 35 del archipiélago Filipino, en la parte llamada de Visayas. Pertenecía a la audiencia territorial  y Capitanía General de Filipinas, y en lo espiritual a la diócesis de Cebú.